# Roberta Márquez
Roberta Márquez es una bailarina de ballet brasileña, bailarina principal del Royal Ballet de Londres desde 2004.

## Inicios
Roberta Márquez nació en Río de Janeiro, hija de la peruana Antonieta Márquez, y comenzó a bailar a la edad de cuatro años.

## Carrera
Márquez se entrenó con la Escuela de Danza Estatal Maria Olenewa, y fue enseñada por maestros locales y profesores invitados del Ballet Kirov.  En 1994, se unió al Ballet del Teatro Municipal en Río y fue promovida a bailarina principal en 2002.  En 2004, se unió al Royal Ballet en Londres como bailarina principal